# Temperaturleitfähigkeit
Die Temperaturleitfähigkeit oder Temperaturleitzahl {\displaystyle a}, gelegentlich auch „Wärmediffusivität“ (von englisch thermal diffusivity), ist eine Materialeigenschaft, die zur Beschreibung der zeitlichen Veränderung der räumlichen Verteilung der Temperatur durch Wärmeleitung als Folge eines Temperaturgefälles dient.
Sie ist verwandt mit der Wärmeleitfähigkeit {\displaystyle \lambda }, die zur Beschreibung des Energietransportes dient.

## Definition und Einheit
Die Temperaturleitfähigkeit ist definiert als:
{\displaystyle a={\frac {\lambda }{\rho \cdot c}}}
mit
{\displaystyle \lambda } – Wärmeleitfähigkeit
{\displaystyle \rho } – Dichte
{\displaystyle c} – spezifische Wärmekapazität.
Die Temperaturleitfähigkeit hat die SI-Einheit {\displaystyle \mathrm {m} ^{2}/\mathrm {s} }. Im US-amerikanischen Raum ist auch die Angabe in {\displaystyle \mathrm {ft} ^{2}/\mathrm {h} } üblich.
Sie ist eine temperaturabhängige Stoffeigenschaft, da alle zugrundeliegenden Größen temperaturabhängig sind.

## Wärmeleitungsgleichung
Die räumliche und zeitliche Verteilung der Temperatur {\displaystyle T({\vec {x}},t)} in einem Körper lässt sich über das Fouriersche Gesetz (nach J. B. J. Fourier) und die daraus folgende Wärmeleitungsgleichung berechnen. Sie geht in ersten Überlegungen bereits auf Newton zurück und drückt einen einfachen Sachverhalt aus: Die Veränderung des Wärmeinhaltes eines Raumgebietes fließt als Wärmestrom durch dessen Hülle.
Für isotrope Körper mit inhomogener Wärmeleitfähigkeit aber konstanter Wärmekapazität pro Volumen gilt:
{\displaystyle {\frac {\partial T({\vec {x}},t)}{\partial t}}\ =\nabla \left[a({\vec {x}},T)\,\cdot \nabla T({\vec {x}},t)\right]}
In der mathematischen Symbolik bedeuten:
{\displaystyle {\vec {x}}}: Ortsvektor (symbolisiert durch den Vektorpfeil über der Ortsvariablen {\displaystyle x})
{\displaystyle \nabla } : Nabla-Operator: Differenziervorschrift bezüglich der Ortsableitungen, die in unterschiedlicher Weise auf skalare Größen, Vektoren und Operatoren angewendet werden kann.
Für homogene, isotrope Medien, vereinfacht sich die Wärmeleitungsgleichung unter Annahme einer von der Temperatur unabhängigen Temperaturleitfähigkeit zu:
{\displaystyle {\frac {\partial T({\vec {x}},t)}{\partial t}}\ =a\cdot \Delta T({\vec {x}},t)}.
In der mathematischen Symbolik bedeutet:
{\displaystyle \Delta }: Laplace-Operator: Differenziervorschrift bezüglich der Ortsableitungen, die hier auf die skalare Größe Temperatur angewendet wird.
Die Differentialgleichung heißt Wärmeleitungsgleichung und beschreibt generell Transportprozesse wie z. B. auch die Diffusion, oder wie hier ein Wandern der Temperaturverteilung in einem Körper auf Grund eines temporären Temperaturgefälles. Mathematisch betrachtet ist die Temperaturleitfähigkeit daher der „Transportkoeffizient des Wärmeleitproblems“. Die beiden angegebenen Varianten der Wärmeleitungsgleichung gelten nur, wenn keine Wärme im Körper entsteht oder verbraucht wird. Wäre das der Fall, müsste ein sog. Quellterm hinzugefügt werden.

## Praktische Anwendung
Die analytische Berechnung der instationären Temperaturverteilung ist in vielen Fällen nicht möglich. Wärmeleitprobleme berechnet man daher oft numerisch mit der Finite-Elemente-Methode. Als Resultat erhält man zeitliche und räumliche Temperaturverteilungen (Temperaturfelder). Damit kann man z. B. auf das räumliche Ausdehnungsverhalten von Bauteilen schließen beziehungsweise den örtlichen Eigenspannungszustand bestimmen. Daher ist die Temperaturfeldrechnung eine wichtige Grundlage für technische Auslegungsaufgaben, bei denen temporäre thermische Eigenspannungen nicht vernachlässigt werden können.
Ein weiteres Beispiel für die Bedeutung der Temperaturleitfähigkeit sind Wärmeisolationen, die wechselnden Temperaturgefällen ausgesetzt sind. Das sind zum Beispiel Feuerschutztüren oder Hausisolationen. Die Widerstandsfähigkeit einer Feuerschutztür wird durch die Zeit ausgedrückt, die die Hitze zum Durchdringen der Tür benötigt. Die Tür muss also nicht nur gut Wärme isolieren, sondern der Isolierstoff sollte auch ein geringes Temperaturleitvermögen haben. Ähnlich verhält es sich mit einer Hausisolierschicht, zum Beispiel im Dachbereich gegen Süden: hier kann durch geringes Temperaturleitvermögen einer weniger dicken Isolation erreicht werden, dass keine Erwärmung des Innenraumes bei temporärer Sonneneinstrahlung stattfindet.
|                                | Dichte ρ (kg/dm3) | spezifische Wärmekapazität {\displaystyle c} (kJ/(kg·K)) | Wärmeleit- fähigkeit λ (W/(m·K)) | Temperatur- leitfähigkeit a (mm2/s) |
| ------------------------------ | ----------------- | -------------------------------------------------------- | -------------------------------- | ----------------------------------- |
| Aluminium                      | 2,7               | 0,888                                                    | 237                              | 98,8                                |
| Blei                           | 11,34             | 0,129                                                    | 35                               | 23,9                                |
| Bronze                         | 8,8               | 0,377                                                    | 62                               | 18,7                                |
| Chrom                          | 6,92              | 0,44                                                     | 91                               | 29,9                                |
| Rostfreier Stahl (X12CrNi18-8) | 7,8               | 0,5                                                      | 15                               | 3,8                                 |
| Eisen                          | 7,86              | 0,452                                                    | 81                               | 22,8                                |
| Gold                           | 19,26             | 0,129                                                    | 316                              | 127,2                               |
| Gusseisen                      | 7,8               | 0,54                                                     | 42…50                            | 10…12                               |
| Stahl (<0,4 % C)               | 7,85              | 0,465                                                    | 45…55                            | 12…15                               |
| Kupfer                         | 8,93              | 0,382                                                    | 399                              | 117                                 |
| Magnesium                      | 1,74              | 1,02                                                     | 156                              | 87,9                                |
| Mangan                         | 7,42              | 0,473                                                    | 21                               | 6                                   |
| Molybdän                       | 10,2              | 0,251                                                    | 138                              | 53,9                                |
| Natrium                        | 0,97              | 1,22                                                     | 133                              | 112                                 |
| Nickel                         | 8,85              | 0,448                                                    | 91                               | 23                                  |
| Platin                         | 21,37             | 0,133                                                    | 71                               | 25                                  |
| Silber                         | 10,5              | 0,235                                                    | 427                              | 173                                 |
| Titan                          | 4,5               | 0,522                                                    | 22                               | 9,4                                 |
| Wolfram                        | 19                | 0,134                                                    | 173                              | 67,9                                |
| Zink                           | 7,1               | 0,387                                                    | 121                              | 44                                  |
| Zinn (weiß)                    | 7,29              | 0,225                                                    | 67                               | 40,8                                |
| Silicium                       | 2,33              | 0,700                                                    | 148                              | 87                                  |

Insbesondere bei porösen Stoffen wie Holz und Dämmstoffen lassen sich nur grobe Durchschnittswerte angeben, da die der Temperaturleitfähigkeit zugrundeliegende Wärmeleitfähigkeit und Dichte des jeweiligen Materials sehr unterschiedliche Werte annehmen können.
|                          | Dichte ρ (kg/dm3) | spezifische Wärmekapazität {\displaystyle c} (kJ/(kg·K)) | Wärmeleit- fähigkeit λ (W/(m·K)) | Temperatur- leitfähigkeit a (mm2/s) |
| ------------------------ | ----------------- | -------------------------------------------------------- | -------------------------------- | ----------------------------------- |
| Acrylglas (Plexiglas)    | 1,18              | 1,44                                                     | 0,184                            | 0,108                               |
| Asphalt                  | 2,12              | 0,92                                                     | 0,70                             | 0,36                                |
| Beton                    | 2,4               | 0,88                                                     | 2,1                              | 0,994                               |
| Eis (0 °C)               | 0,917             | 2,04                                                     | 2,25                             | 1,203                               |
| Erdreich (grobkiesig)    | 2,04              | 1,84                                                     | 0,52                             | 0,14                                |
| Sandboden (trocken)      | 1,65              | 0,80                                                     | 0,27                             | 0,20                                |
| Sandboden (feucht)       | 1,75              | 1,00                                                     | 0,58                             | 0,33                                |
| Tonboden                 | 1,45              | 0,88                                                     | 1,28                             | 1,00                                |
| Fensterglas              | 2,48              | 0,70                                                     | 0,87                             | 0,50                                |
| Spiegelglas              | 2,70              | 0,80                                                     | 0,76                             | 0,35                                |
| Quarzglas                | 2,21              | 0,73                                                     | 1,40                             | 0,87                                |
| Glaswolle                | 0,12              | 0,66                                                     | 0,046                            | 0,58                                |
| Gips                     | 2,2 bis 2,4       | 1,09                                                     | 0,51                             | 0,203                               |
| Granit                   | 2,75              | 0,89                                                     | 2,9                              | 1,18                                |
| Holz (Nadelholz, radial) | 0,415             | 2,72                                                     | 0,14                             | 0,1–0,12                            |
| Holzweichfaserplatten    | 0,190             | 2,2                                                      | 0,045                            | 0,12                                |
| Kohlenstoff (Graphit)    | 2,25              | 0,709                                                    | 119…165                          | 74…103                              |
| Kohlenstoff (Diamant)    | 3,52              | 0,54                                                     | 2.200                            | 1.160                               |
| Korkplatten              | 0,19              | 1,88                                                     | 0,041                            | 0,115                               |
| Lehmputz                 | 1,7               | 1                                                        | 0,8                              | 0,46                                |
| Leichtlehm               | 0,8               | 1,1                                                      | 0,25                             | 0,28                                |
| Luft                     | 0,0013            | 1,01                                                     | 0,026                            | 20                                  |
| Marmor                   | 2,6               | 0,80                                                     | 2,8                              | 1,35                                |
| Mörtel                   | 1,9               | 0,80                                                     | 0,93                             | 0,61                                |
| Papier                   | 0,7               | 1,20                                                     | 0,12                             | 0,14                                |
| Polyethylen              | 0,92              | 2,30                                                     | 0,35                             | 0,17                                |
| Polytetrafluorethylen    | 2,20              | 1,04                                                     | 0,23                             | 0,10                                |
| Polyvinylchlorid         | 1,38              | 0,96                                                     | 0,15                             | 0,11                                |
| Porzellan (95 °C)        | 2,40              | 1,08                                                     | 1,03                             | 0,40                                |
| Verputz                  | 1,69              | 0,80                                                     | 0,79                             | 0,58                                |
| Schwefel                 | 1,96              | 0,71                                                     | 0,269                            | 0,193                               |
| Steinkohle               | 1,35              | 1,26                                                     | 0,26                             | 0,15                                |
| Wasser                   | 1,0               | 4,18                                                     | 0,6                              | 0,14                                |
| Ziegelstein              | 1,6…1,8           | 0,84                                                     | 0,38…0,52                        | 0,28…0,34                           |